# Fostena
Fostaina  este un oraș în Grecia în prefectura Achaia.